# 普里戈爾鄉
44°56′N 22°07′E / 44.933°N 22.117°E
普里戈爾鄉（羅馬尼亞語：Comuna Prigor, Caraș-Severin），是羅馬尼亞的鄉份，位於該國西南部，由卡拉什-塞維林縣負責管轄，面積302平方公里，海拔高度336米，2007年人口2,746，人口密度每平方公里9人。